# Eustomias pinnatus
Eustomias pinnatus és una espècie de peix de la família dels estòmids i de l'ordre dels estomiformes.

## Morfologia
- Els mascles poden assolir 11,9 cm de longitud total.[3][4]

## Hàbitat
És un peix marí i d'aigües profundes que viu entre 790-910 m de fondària.

## Distribució geogràfica
Es troba al Mar de Sulu (Filipines).